# Bitchute
Bitchute, stiliserat som BitChute, är en webbplats för att dela videor som använder P2P-nätverk. Webbplatsen grundades av Ray Vahey, som beskrev Bitchute som ett sätt att undvika censur och borttagning av videor av etablerade tjänster som Youtube.
Den första videon på Bitchute släpptes den 3 januari 2017. I mars 2018 fick webbplatsen en ny design och en ny logotyp.[källa behövs]